# Bulbophyllum viridiflorum
Bulbophyllum viridiflorum é uma espécie de orquídea (família Orchidaceae) pertencente ao gênero Bulbophyllum. Foi descrita por Joseph Dalton Hooker e Schltr. em 1910.